# Helmut-Schön-Sportpark
Der Helmut-Schön-Sportpark, vormals Stadion an der Berliner Straße, in Wiesbaden ist ein Fußballstadion mit Leichtathletikanlage für 11.000 Zuschauer. Es grenzt nach Norden direkt an die 2007 eingeweihte Brita-Arena mit 12.566 Plätzen. Der Sportpark ist die Heimspielstätte des SV Wiesbaden. Der Helmut-Schön-Sportpark auf dem Stadiongelände Berliner Straße ist das zweitgrößte Stadion der hessischen Landeshauptstadt. Im Sportpark werden Fußball-, Leichtathletik- und American-Football-Veranstaltungen ausgetragen.

## Geschichte
Der Helmut-Schön-Sportpark wurde bereits im Jahre 1907 in Eigenregie des SV Wiesbaden errichtet und feierte 2007 sein einhundertjähriges Bestehen. Die Besitztümer gingen in den Wirren des Zweiten Weltkrieges an die Stadt Wiesbaden über. Im September 2009 wurde das Stadion zu Ehren von Ex-Bundestrainer Helmut Schön in Helmut-Schön-Sportpark umbenannt.
Es befindet sich zwischen der Berliner Straße (B 54) im Norden, dem Gustav-Stresemann-Ring (einem Teil des 1. Stadtrings) im Westen und der Wettinerstraße im Süden. Der Haupteingang des Stadions liegt in Richtung Berliner Straße mit angrenzendem kleinem Parkplatz. Nahe dem Stadion liegen das Berufsschulzentrum Wiesbaden und das Statistische Bundesamt.
Zum Sportgelände gehörten der Werferplatz (für Schlagball, Speer-, Diskus- und Hammerwurf), zwei Großfeld-Hartplätze, ein Kleinfeld-Hartplatz und etwas abseits zwei Sporthallen. Sämtliche Fußballplätze, außer dem Hauptrasenfeld, sowie der Werferplatz fielen dem Neubau der Brita-Arena zum Opfer, so dass die Jugendmannschaften des SV Wiesbaden, die SKG Karadeniz sowie die dort ebenfalls beheimateten Leichtathletikteams sich eine neue Bleibe suchen mussten. Im Zuge des Baus der Brita-Arena, wurde ein vorhandener Hartplatz in einen Granulat-Kunstrasen der neusten Generation umgewandelt. 2008 wurde das alte Tribünendach abgerissen und durch ein neues Dach ersetzt. Es wurde ein neuer Werferplatz gebaut, auf dem alljährlich ein berühmtes Werfermeeting stattfindet.

## Nutzung
Mangels eines höherklassigen Fußballklubs war das Stadion recht unbekannt. Der höchstklassige Klub, der seine Spiele hier austrug, war der Landesligist SV Wiesbaden, der einst in der drittklassigen Oberliga Hessen spielte. 
Der in Taunusstein beheimatete SV Wehen trug hier schon mehrmals Spiele im DFB-Pokal gegen höherklassige Gegner aus. 2005 trug auch der damalige Regionalligist 1. FC Eschborn sein DFB-Pokalspiel gegen den 1. FC Nürnberg vor 3.500 Zuschauern hier aus. Außerdem fand im Juli 2004 ein Freundschaftsspiel zwischen dem 1. FSV Mainz 05 und dem 1. FC Köln vor 6.000 Zuschauern statt.
Das Stadion wurde auch für American Football genutzt. Es diente 2011 bis 2013 als Heimstätte der Wiesbaden Phantoms, solange sie in der GFL, der höchsten deutschen Spielklasse (Bundesliga), antraten. Die Stadt Wiesbaden verlängerte die Nutzung nicht, da die Phantoms 2013 in die GFL2 (zweithöchste Spielklasse) abstiegen und man die Nutzung nur in der 1. Liga wollte. 
Im Rahmen der American-Football-Weltmeisterschaft fanden am 10. Juli 2003 die Halbfinalspiele im Helmut-Schön-Sportpark statt. 
Bekanntestes Sportereignis im Wiesbadener Stadion ist der alljährlich seit 1995 im Mai stattfindende Nationale Werfer-Cup, bei dem schon die Diskus-Stars Lars Riedel, Jürgen Schult und Robert Harting antraten.
Der Wiesbadener Leichtathletik Verein trainiert hier und der HLV Kreis Wiesbaden-Rheingau-Taunus nutzt das Stadion für Kreismeisterschaften in der Leichtathletik.
Ansonsten dient das Stadion vorwiegend als Heimspielstätte des SV Wiesbaden. Weiterhin wird das Stadion als Sportstätte für die Wiesbadener Schulen als Austragungsort von Bundesjugendspielen genutzt. Seit 2015 treffen sich dort regelmäßig auch Calisthenics-Sportler.

## Galerie

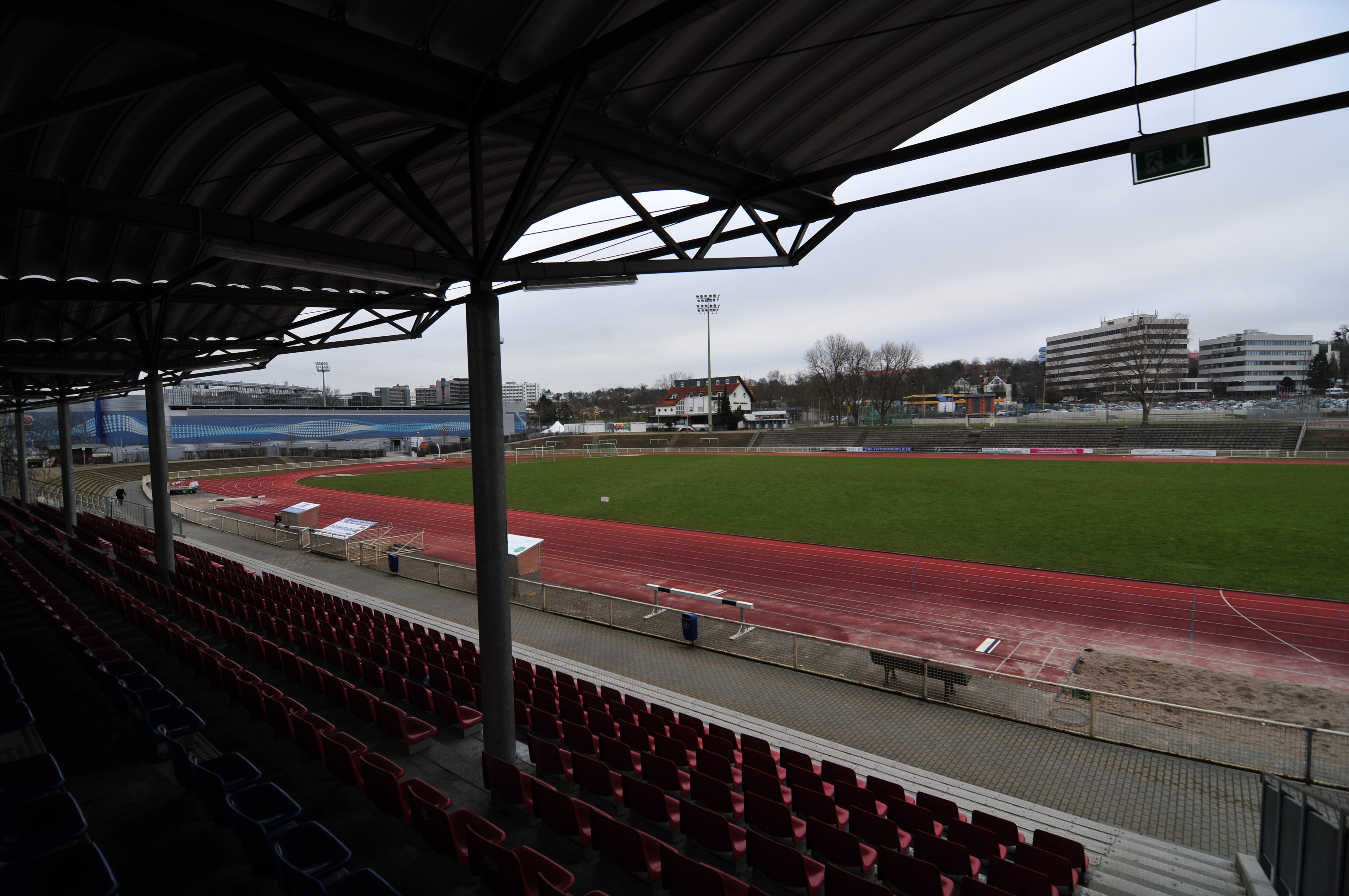
Blick von der Haupttribüne auf die benachbarte Brita-Arena (2013)
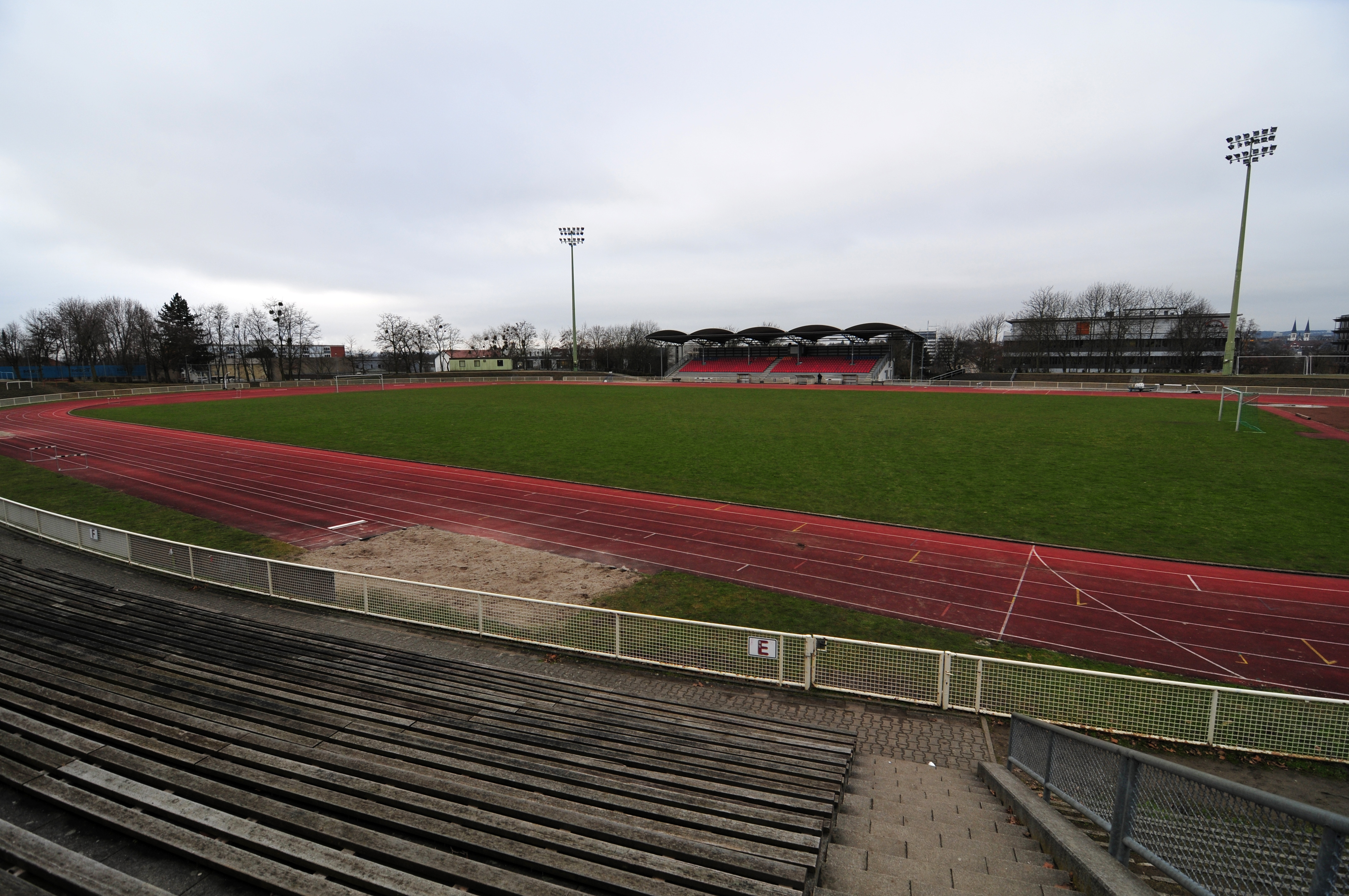
Blick auf die Haupttribüne (2013)
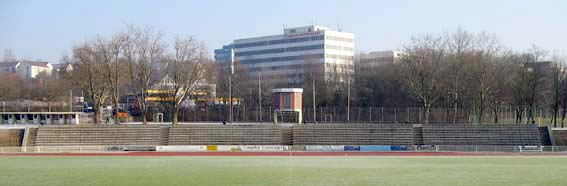
Gegengerade (2006)
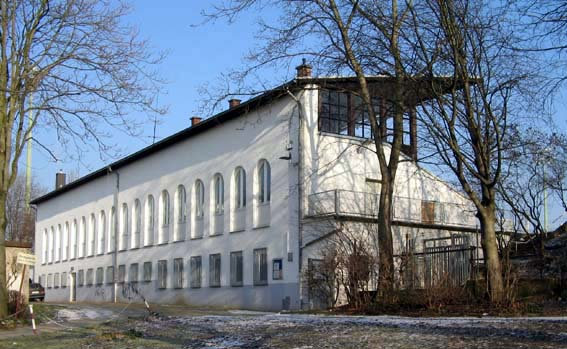
Rückseite der alten Tribüne (2006)